# Canton de Limoges-Cité
Le canton de Limoges-Cité est une ancienne division administrative française située dans le département de la Haute-Vienne et la région Nouvelle-Aquitaine. À la suite du redécoupage cantonal de 2014, le canton est fondu dans ceux de Limoges-5, Limoges-6, Limoges-7 et Limoges-8.

## Géographie
Le canton appartenait entièrement à la commune de Limoges. Il s'étendait de part et d'autre de la Vienne, sur une partie du quartier du Château, ainsi que sur le quartier de la Cité et la partie nord du quartier du Sablard. Il était bordé à l'est par la commune de Panazol.

## Représentation
| Période | Période          | Identité                | Étiquette | Qualité |
| ------- | ---------------- | ----------------------- | --------- | --- |
| 1973    | 1976             | Alphonse Denis          | PCF       | Ouvrier porcelainier puis employé de commerce Député (1946-1958), conseiller municipal de Limoges (1977-1989) Ancien conseiller général du Canton de Limoges-Est (1964-1973) |
| 1976    | 1988             | Alain Rodet             | PS        | Economiste Député (1981-2017) Maire de Limoges (1990-2014) |
| 1988    | 1993 (décès)     | Paul Parbelle           | PS        | Commerçant, adjoint au maire de Limoges (1971-1993) |
| 1993    | 1994 (démission) | Alain Marsaud           | RPR       | Magistrat, député (1993-1997, 2002-2007, 2012-2017) Elu en 1994 dans le Canton de Limoges-Centre                                                                             |
| 1994    | 2001             | Philippe Pauliat-Defaye | UDF       | Avocat conseiller municipal (1983-2014) puis adjoint au maire de Limoges depuis 2014                                                                                         |
| 2001    | 2015             | Claude Bourdeau         | PS        | Chef d'entreprise, adjoint au maire de Limoges (2008-2014), conseiller municipal de Limoges (1995-2014)                                                                      |

## Composition
Le canton de Limoges-Cité groupe 1 fraction de commune et compte 8 428 habitants au recensement de 2010.
| Communes | Population (2012) | Code postal | Code Insee |
| -------- | ----------------- | ----------- | ---------- |
| Limoges  | 8 428             | 87000       | 87085      |

## Démographie
| 1962 | 1968 | 1975 | 1982 | 1990 | 1999  | 2006  | 2010  |
| ---- | ---- | ---- | ---- | ---- | ----- | ----- | ----- |
| -    | -    | -    | -    | -    | 7 891 | 8 432 | 8 428 |